# Johnbaumite-M
La johnbaumite-M è un politipo della johnbaumite pertanto è considerato una varietà. Precedentemente era conosciuto come fermorite.